# Campionato europeo Superstock 600 2006
Il Campionato europeo Superstock 600 del 2006 è stato la seconda edizione del campionato Europeo della categoria Superstock 600. Sviluppatosi su 10 prove in totale, con inizio in Spagna sul circuito di Valencia il 22 aprile e conclusione in Francia, sul circuito di Magny-Cours il 7 ottobre.
Al termine del campionato si è laureato campione europeo il pilota belga Xavier Siméon alla guida di una Suzuki GSX-R600 gestita dal team Alstare Suzuki Corona Extra, che ha preceduto di 70 punti l'italiano Niccolò Canepa  con la Ducati 749R. Al terzo posto si piazza l'italiano Davide Giugliano, su Kawasaki ZX-6R, staccato di 76 punti dal leader del campionato.

## Calendario
| Nº | Data         | Gran Premio | Circuito         | Pole Position  | Vincitore Gara   | Leader del campionato | Resoconto |
| -- | ------------ | ----------- | ---------------- | -------------- | ---------------- | --------------------- | --------- |
| 1  | 22 aprile    | Spagna      | Valencia         | Xavier Siméon  | Xavier Siméon    | Xavier Siméon         | Resoconto |
| 2  | 6 maggio     | Italia      | Monza            | Niccolò Canepa | Xavier Siméon    | Xavier Siméon         | Resoconto |
| 3  | 28 maggio    | Europa      | Silverstone      | Niccolò Canepa | Niccolò Canepa   | Xavier Siméon         | Resoconto |
| 4  | 24 giugno    | San Marino  | Misano Adriatico | Niccolò Canepa | Davide Giugliano | Xavier Siméon         | Resoconto |
| 5  | 22 luglio    | Rep. Ceca   | Brno             | Xavier Siméon  | Xavier Siméon    | Xavier Siméon         | Resoconto |
| 6  | 6 agosto     | Regno Unito | Brands Hatch     | Niccolò Canepa | Xavier Siméon    | Xavier Siméon         | Resoconto |
| 7  | 3 settembre  | Paesi Bassi | Assen            | Niccolò Canepa | Niccolò Canepa   | Xavier Siméon         | Resoconto |
| 8  | 9 settembre  | Germania    | Lausitz          | Niccolò Canepa | Niccolò Canepa   | Xavier Siméon         | Resoconto |
| 9  | 30 settembre | Italia      | Imola            | Xavier Siméon  | Davide Giugliano | Xavier Siméon         | Resoconto |
| 10 | 7 ottobre    | Francia     | Magny-Cours      | Xavier Siméon  | Xavier Siméon    | Xavier Siméon         | Resoconto |

## Classifica finale
| Pos. | Pilota                  | Moto     |     |     |     |     |     |     |     |     |     |     | P.ti |
| ---- | ----------------------- | -------- | --- | --- | --- | --- | --- | --- | --- | --- | --- | --- | ---- |
| 1    | Xavier Siméon           | Suzuki   | 1   | 1   | 2   | 2   | 1   | 1   | 2   | 3   | 2   | 1   | 221  |
| 2    | Niccolò Canepa          | Ducati   | 2   | Rit | 1   | 3   | 2   | 2   | 1   | 1   |     |     | 151  |
| 3    | Davide Giugliano        | Kawasaki | 6   | 2   | 3   | 1   | Rit | 4   | 3   | 2   | 1   | Rit | 145  |
| 4    | Domenico Colucci        | Ducati   | 11  | 6   | 4   | 7   | 7   | Rit | 7   | 4   | 9   | 3   | 91   |
| 5    | Andrea Antonelli        | Honda    | 15  | Rit | 5   | 5   | 3   | 3   | 4   | Rit | Rit | 2   | 88   |
| 6    | Ondřej Ježek            | Kawasaki | 10  | 10  | 9   | 11  | 4   | 6   | 12  | 6   | Rit |     | 61   |
| 7    | Michaël Savary          | Yamaha   | 7   | 7   | 11  | 18  | 10  | 11  | 9   | 24  | 16  | 8   | 49   |
| 8    | Renato Costantini       | Honda    | 24  | 5   | 6   | 8   | Rit | 5   | Rit | 8   | Rit |     | 48   |
| 9    | Andrzej Chmielewski     | Yamaha   | 12  | 14  | 20  | 15  | 5   | 17  | 8   | 9   | 8   | 9   | 48   |
| 10   | Daniele Beretta         | Suzuki   | 13  | 11  | 13  | 6   | 6   | 9   | Rit | 16  | 6   | 22  | 48   |
| 11   | Roy Ten Napel           | Yamaha   | 9   | 12  | 19  | 22  | 12  | 27  | 18  | 7   | 5   | 6   | 45   |
| 12   | Franck Millet           | Yamaha   | Rit | 8   | 8   | 16  | 11  | 10  | 19  | 12  | 18  | 5   | 42   |
| 13   | Barry Burrell           | Honda    | Rit | 16  | 7   | 12  | 9   | 14  | 14  | 15  | 15  | 4   | 39   |
| 14   | Gregory Junod           | Suzuki   | 18  | 9   | 10  | 10  | NP  | 12  | 5   | 20  | 11  | Rit | 39   |
| 15   | Daniel Sutter           | Honda    | 8   | Rit | Rit | 13  | 8   | 8   | 13  | 10  | 25  | 15  | 37   |
| 16   | Eddi La Marra           | Yamaha   | 16  | 4   | 17  | 4   | Rit |     |     |     | 20  |     | 26   |
| 17   | Matt Bond               | Suzuki   | 14  | 17  | 14  | 33  | 27  | 7   | 24  | 18  | 14  | 10  | 21   |
| 18   | Alessandro Colatosti    | Kawasaki | Rit | 3   | 12  | Rit | Rit | Rit | 27  |     |     |     | 20   |
| 19   | Sylvain Barrier         | Yamaha   |     |     |     |     | 17  | Rit | NP  | 17  | 3   | Rit | 16   |
| 20   | Santiago Barragán       | Yamaha   | 3   |     |     |     |     |     |     |     |     |     | 16   |
| 21   | Odin Mads Hodt          | Yamaha   | Rit | Rit | 23  | 24  | 16  | 18  | Rit | 13  | 12  | 7   | 16   |
| 22   | Michele Magnoni         | Yamaha   |     |     |     |     |     |     |     |     | 4   |     | 13   |
| 23   | Josep Pedro             | Yamaha   | 4   |     |     |     |     |     |     |     |     |     | 13   |
| 24   | Alexander Lundh         | Honda    | 25  | Rit | 20  | 22  | Rit | 19  | Rit | 5   | 19  | 21  | 11   |
| 25   | Francesc Gamell         | Yamaha   | 5   |     |     |     |     |     |     |     |     |     | 11   |
| 26   | Dennis Sigloch          | Yamaha   |     |     |     |     |     |     |     | 11  | 10  | Rit | 11   |
| 27   | Lennart van Houwelingen | Suzuki   | Rit | 13  | 24  | 26  | 13  | 28  | 11  | 23  | 17  | Rit | 11   |
| 28   | Nigel Walraven          | Suzuki   |     |     |     |     |     |     | 6   |     |     |     | 10   |
| 29   | Davide Bastianelli      | Yamaha   |     |     |     |     |     |     |     | Rit | 7   | 19  | 9    |
| 30   | Christopher Northover   | Suzuki   | Rit | 22  | 15  | 28  | 19  | 13  | Rit | 21  | Rit | 11  | 9    |
| 31   | Bostjan Pintar          | Yamaha   | Rit | Rit | 16  | 17  | 18  |     | 20  | 14  | 13  | 12  | 9    |
| 32   | Raffaele Filice         | Yamaha   |     |     |     | 9   |     |     |     |     |     |     | 7    |
| 33   | Gregg Black             | Honda    | 17  | Rit | 18  | 25  | 22  | Rit | 10  | NP  |     |     | 6    |
| 34   | Cristiano Erbacci       | Yamaha   | 20  |     | Rit | 14  | 20  | 15  | 15  | Rit |     |     | 4    |
| 35   | Vincent Lonbois         | Suzuki   | 26  | 24  | 27  | 31  | SQ  | 20  | 17  | Rit | 21  | 13  | 3    |
| 36   | Patrik Vostárek         | Honda    |     |     |     |     | 24  | Rit | 26  | 26  | 23  | 14  | 2    |
| 37   | Filip Backlund          | Suzuki   |     |     |     |     | 14  |     |     |     |     |     | 2    |
| 38   | Will Gruy               | Yamaha   | 19  | 19  | Rit | 19  | 15  | 16  |     | Rit | Rit | Rit | 1    |
| 39   | Jarno Colosio           | Suzuki   |     | 15  |     |     |     |     |     |     | Rit |     | 1    |
| Pos. | Pilota                  | Moto     |     |     |     |     |     |     |     |     |     |     | P.ti |

| Legenda | 1º posto        | 2º posto            | 3º posto           | A punti      | Senza punti        | Grassetto – Pole position Corsivo – Giro più veloce |
| Legenda | Gara non valida | Non qual./Non part. | Ritirato/Non class | Squalificato | '-' Dato non disp. | Grassetto – Pole position Corsivo – Giro più veloce |

## Sistema di punteggio
| Pos.  | 1  | 2  | 3  | 4  | 5  | 6  | 7 | 8 | 9 | 10 | 11 | 12 | 13 | 14 | 15 | 16> |
| ----- | -- | -- | -- | -- | -- | -- | - | - | - | -- | -- | -- | -- | -- | -- | --- |
| Punti | 25 | 20 | 16 | 13 | 11 | 10 | 9 | 8 | 7 | 6  | 5  | 4  | 3  | 2  | 1  | 0   |